# Kittur
Kittur (kannada ಕಿತ್ತೂರು ), és una vila del districte de Belgaum a Karnataka a uns 42 km al sud-est de Belgaum. Hi ha una pedra gravada en un temple que explica un judici de 1188. Els desais de Kittur descendien de dos germans que eren banquers per l'exèrcit del sultanat de Bijapur al final del segle xvi, i en recompensa pels seus serveis van rebre Hubli; el cinquè successor es va establir a Kittur. Van estar sota dependència dels marathes però a l'enderrocament del peshwa el 1818 la comarca va passar als britànics. Durant el setge de Belgaum el mateix 1818 el desai de Kittur va ajudar els britànics i com a recompensa fou confirmat en la possessió de Kittur. El 1824 el desai Raja Mallasarja, va morir sense successió (el fill únic havia mort poc abans) i la seva vídua Chennama (1778-1829) va adoptar, segons era costum, Shivalingappa, que fou proclamat hereu. La Companyia Britànica de les Índies Orientals invocà la doctrina del lapse (per la que un territori passava als britànics quan el sobirà moria sense hereu directe) i va esclatar el conflicte; l'agent polític i col·lector de Dharwad John Thackeray que es dirigia a la ciutat fou atacat i mort, i els seus dos ajudants foren capturats. Encara que els presoners foren alliberats, la reina va mantenir la resistència a la fortalesa de la ciutat, que era la seva residència, amb el suport del seu lloctinent Sangolli Rayanna, però el fort fou assaltat per una segona columna britànica, que va poder obrir una bretxa i la va ocupar amb la pèrdua de 3 soldats i 25 de ferits (entre els quals Munro, subcol·lector de Sholapur i nebot de Sir Thomas Munro). La reina fou feta presonera i enviada a la presó de Bailhongal on va morir quatre anys després (el 21 de febrer de 1829). El 1829 Kittur es va revoltar altre cop i va haver de ser sotmesa altra vegada per la força i amb certa dificultat.